# Maratá
Maratá ist eine Gemeinde (Munizip) im brasilianischen Bundesstaat Rio Grande do Sul. Die Bevölkerung wird auf 2.470 Einwohner geschätzt und die Ortsgemarkung hat eine Fläche von 82,063 km².

## Geschichte
Die Kolonisierung der Gemeinde begann im Jahre 1857, als deutsche Einwanderer sich auf 120 Grundstücken im Bereich der heutigen Gemeinde niederließen die vorher vom Verband deutscher Siedler gekauft wurden.
Die wichtigste Wirtschaftskraft der Stadt in ihren frühen Jahren war die Landwirtschaft. Die 1906 fertiggestellte Bahnstrecke Sao Leopoldo – Caxias do Sul war für die Ortschaft von großer Bedeutung, da der im Ort gelegene Bahnhof zu einem Zentrum der landwirtschaftlichen Produktion in der Region wurde.
In den 1970er Jahren wurde die Bahn deaktiviert und die Stadt durchlief eine Stagnation, die nur mit dem Beginn des Emanzipationsprozesses rückgängig gemacht werden konnte.
Am 20. März 1992 wurde Maratá durch das Staatsrecht Nr. 9622/92 eine eigenständige Gemeinde.

### Städtepartnerschaft

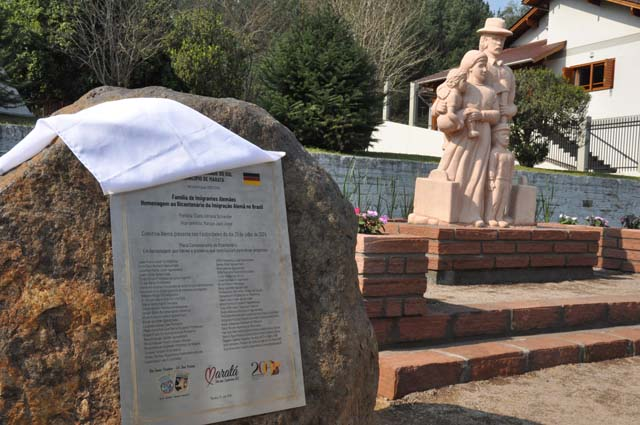
Einwandererdenkmal in Maratá das am 25. Juli 2024, dem 200. Jahrestag der deutschen Einwanderung in Brasilien enthüllt wurde.

Seit dem 20. März 2016 besteht eine Städtepartnerschaft mit Rheinböllen im Rhein-Hunsrück-Kreis in Rheinland-Pfalz, da viele der ersten Kolonisten aus dem Hunsrück stammten.

## Wirtschaft
Die Landwirtschaft ist mit 45 % der größte Teil der Wirtschaftsproduktion in der Gemeinde. Die wichtigsten landwirtschaftlichen Tätigkeiten sind die Zucht von Hühnern und Schweinen, gefolgt von der Forstwirtschaft (schwarze Akazien und Eukalyptus) und Plantagen mit Zitrusfrüchten (Orange und Bergamotte). Auch die Milchproduktion nimmt einen großen Anteil in der Landwirtschaft ein.

## Kultur und Sehenswürdigkeiten
- Oktoberfestpark; umfasst eine Fläche von 38.000 m² auf dem alle zwei Jahre ein Oktoberfest stattfindet. Es wird als eine der großen deutschen Traditionen gepflegt und mit charakteristischen Bands, der deutschen Gastronomie, der Ausstellung von Kunsthandwerk sowie landwirtschaftlichen Ausstellungen gefeiert.[5]

- Kirmes ; ist ein typisches Fest der deutschen Kolonien deren Ursprung aus den Festen stammt die nach dem Tag des örtlichen Schutzpatrons in den Kirchen abgehalten werden.

- Weihnachten im Park; jedes Jahr an Heiligabend findet eine Zusammenkunft im Stadtpark des Oktoberfestplatzes statt. Die Stadt wird beleuchtet um den Weihnachtsmann zu empfangen der zur Freude der Kinder auch wirklich erscheint.

- Der Tanz der singenden Gesellschaften; dies ist ein jährliches Treffen um die Integration verschiedener Gruppen zu fördern.

- Deutsche Volksversammlungen; Treffen der Gruppe Voller Schwung zur Rettung und Wertschöpfung der deutschen Kultur. Es kommen auch Gruppen aus anderen Regionen die verschiedene andere ethnische Gruppen vertreten.
- Maratá Cascade Park; ist etwa 1,5 km vom Ortszentrum entfernt, mit einem Wasserfall von 10 m Höhe.

- Parque Cascata Vitória; ist der zweithöchste Wasserfall in der Region, etwa 25 m hoch mit einem kleinen Wasserkraftwerk.

- Morro Ibitico; ein Steinhügel mit einem Klettersteig von 300 m Länge der zum Gipfel führt. Daneben gibt es auch eine alte Höhle zum erkunden.